# یوئیل

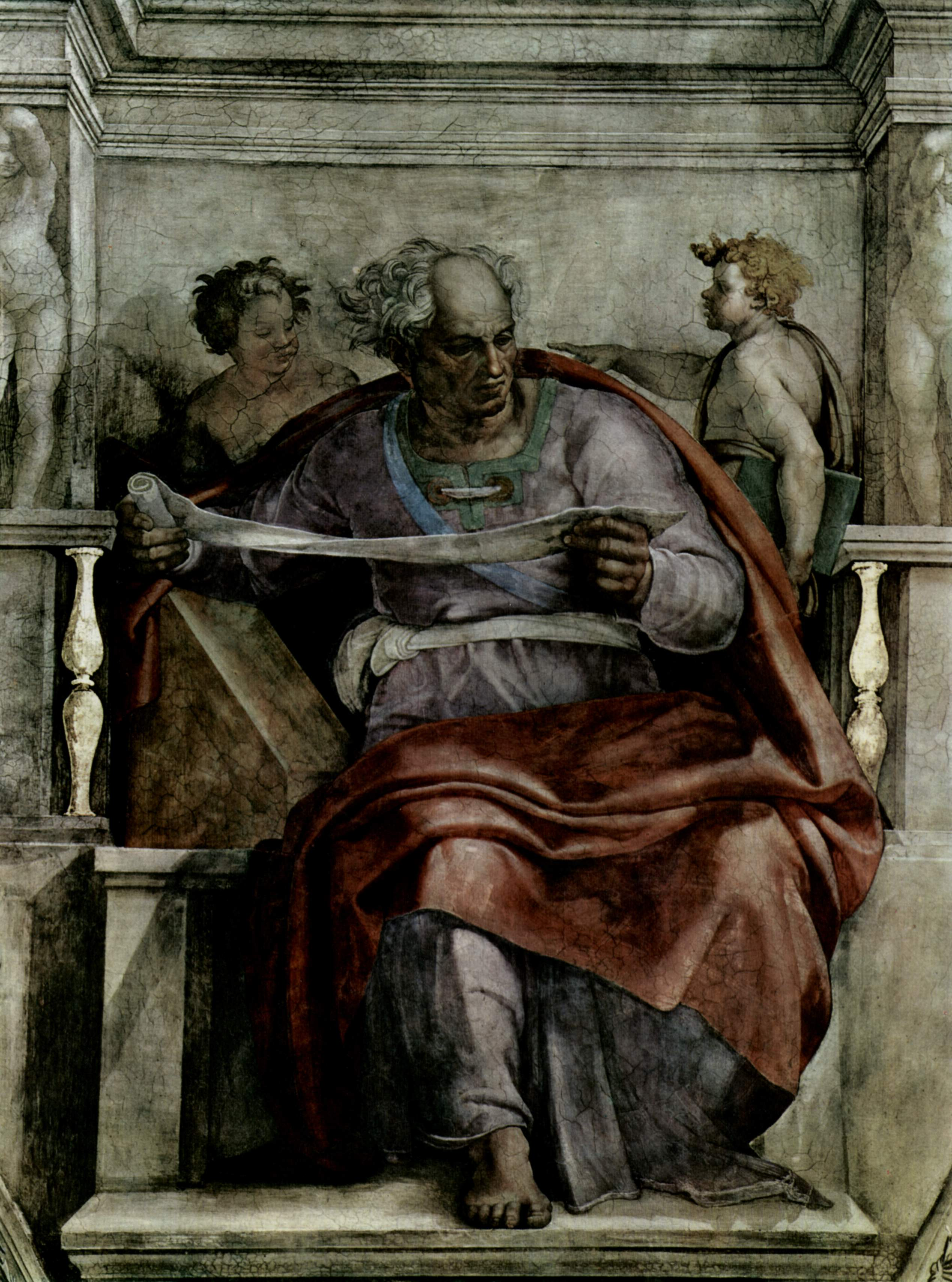
یوئیل پیامبر، سقف کلیسای میکل‌آنژ سیستین

یوئیل (در عبری:יואל به معنی «یهوه خداست») پسر فتوئیل دومین پیامبر از دوازده پیامبر کوچک و نویسنده کتاب یوئیل بود. او در یهودیه زندگی می‌کرده و در مورد داوری یهودیان پیش‌بینی کرده‌است. او را معاصر اشعیا و عاموس در دوران سلطنت عزیا دانسته‌اند. کتاب یوئیل دنباله کتاب عاموس، میکاه، صفنیا، ارمیا و حزقیال است. یوئیل بلای هجوم ملخ‌ها و خشکسالی یهودیه را پیش‌بینی کرد. یوئیل پیران و جوانان، میگساران، باغبانان و کاهنان را به توبه فراخواند و تنبیه بنی‌اسرائیل را نزدیک دانست. یوئیل در یهودیه درگذشت، مکان قبر او معلوم نیست. مسیحیان او را پیامبر و قدیس می‌دانند. در کلیسای انجیلی ارمنستان، روز بزرگداشت او ۳۱ ژوئن؛ و در کلیسای ارتدوکس شرقی، روز بزرگداشت او ۱۹ اکتبر است.